# Делі Ігор Федорович
Ігор Федорович Делі (18 листопада 1963 ) — радянський футболіст, захисник.

## Біографія
Почав грати в 1980 році в команді другої ліги «Кривбас» (Кривий Ріг), з якою став чемпіоном Української РСР 1981 року.
1985 рік розпочав в команді вищої ліги «Дніпро» (Дніпропетровськ), за яку провів один матч — 18 травня в гостьовій грі проти «Нефтчі» (1:1), вийшовши на заміну на 68-й хвилині замість Володимира Лютого. Цей матч так і залишився єдиним у кар'єрі у вищій лізі, оскільки незабаром гравець покинув клуб і завершив сезон в «Кривбасі».
З 1986 року грав у другій лізі за СКА (Київ), але після початку сезону 1987 року повернувся в «Кривбас».
На початку 1988 року Делі перейшов у «Кремінь» (Кременчук), з яким того ж року став переможцем чемпіонату Української РСР серед команд КФК, завдяки чому наступний сезон провів з командою у другій лізі.
Ігрову кар'єру завершив у 1990 році в рідній команді «Кривбас», виступаючи у матчах другої нижчої ліги, четвертого за рівнем дивізіону СРСР.

## Досягнення
- Чемпіон Української РСР: 1981
- Чемпіон Української РСР серед команд КФК: 1988